# Kelisia contorta
Kelisia contorta är en insektsart som beskrevs av Frederick Arthur Godfrey Muir 1926.
Kelisia contorta ingår i släktet Kelisia och familjen sporrstritar. Inga underarter finns listade i Catalogue of Life.